# Gærumgård
Gærumgård eller Gerumgård beliggende i Gærum Sogn, Horns Herred, Hjørring Amt, var allerede i middelalderen en Herregård. I 1350 skrev væbner Niels Pedersen (Hagel) sig af Gerum.

## Ejere af Gærumgård
- 1350 – 1395 Niels Pedersen
- 1395 – ? Peder Nielsen
- 1469 – ? Knud Nielsen
- ? – 1520 Forskellige Ejere
- 1520 – ? Fru Elne
- 1538 – ? Jens Torlufsen Basse
- 1568 – ? Enke Fru Maren Nielsdatter gift Basse
- ? – ? Ingeborg Jensdatter gift Orning
- ? – 1599 Vogn Svendsen Orning
- 1599 – 1617 Svend Vognsen Orning
- 1617 – Hans Lauridsen Basse
- 1627 – Sophie Hansdatter Basse gift Hvas og Ellen Hansdatter Basse
- 1649 – 1661 Erik Hvas
- 1661 – 1667 Sophie Hansdatter Basse gift Hvas
- 1667 – 1668 Jomfru Ellen Hansdatter Basse
- 1668 – 1678 Jens Hvas, Abel Marie Hvad og Laurids Hvas
- 1678 – 1679 Tyge Andersen
- 1679 – 1680 Enke Fru Kirsten Knudsdatter gift Andersen
- 1680 – 1710 Hans Petersen Normand
- 1710 – 1714 Enke Fru Else Christensdatter Ellings gift Normand
- 1714 – 1716 Jørgen Bille
- 1716 – 1730 Christoffer Gertsen Mumme
- 1730 – 1739 Frederik Henrik Stampe
- 1739 – 1755 Claus Hansen
- 1755 – 1790 Hans Peder Clausen Hauman
- 1790 – 1791 Christian Ørsnes
- 1791 – 1794 Hans Severin Rafn
- 1794 – 1799 Jonas Jespersen
- 1799 – 1800 Cathrine Sophie Wilhelm gift Jespersen
- 1800 – 1803 Arent Hassel Rasmussen
- 1803 – 1807 Christian Løgtholt og Christian Nejsig
- 1807 – 1812 Christian Nejsig
- 1812 – 1820 Niels Rasmussen Bornholm
- 1820 – 1844 Hans Høyer
- 1844 – 1844 N. Severin Nyssum
- 1844 – ? Enke Fru Pauline Nyssum gift Jelstrup
- ? – 1859 Hans Jelstrup
- 1859 – 1860 Enke Fru Pauline Nyssum gift Jelstrup
- 1860 – 1873 Lauge Severin Fanøe
- 1873 – 1913 Vald Kongsted
- 1913 – 1941 Christian Oluf Højmark
- 1941 – 1952 Christian Christensen Bouet
- 1952 – ? Statens Jordlovsudvalg, som udstykkede 3 statshusmandsbrug derfra hovedparcellen
- ? – Kurt Jelvard Møller
- 1977 – 2018 Carl Hilbert Christensen